# PIBF1
 (décembre 2022).
Le Progesterone-induced-blocking factor 1 est une protéine qui, chez l'homme, est codée par le gène PIBF1,. Il a été démontré qu'il se localise au centrosome et a également été nommé CEP90.